# Fleury-les-Aubrais
Fleury-les-Aubrais és un municipi francès, situat al departament de Loiret i a la regió de Centre - Vall del Loira. L'any 1999 tenia 20.690 habitants.